# Motorový vůz M 263.0
Motorové vozy řady M 263.0 byly pro Československé státní dráhy vyrobeny v roce 1964 společností VEB Waggonbau Görlitz ve městě Görlitz v Německé demokratické republice v počtu 27 kusů. Byly určeny pro montáž, prohlídky, údržbu a opravy trolejového trakčního vedení. Od 1. ledna 1988 byly přeznačeny na řadu 894. Téměř všechny byly vyřazeny do poloviny 90. let 20. století.

## Konstrukce

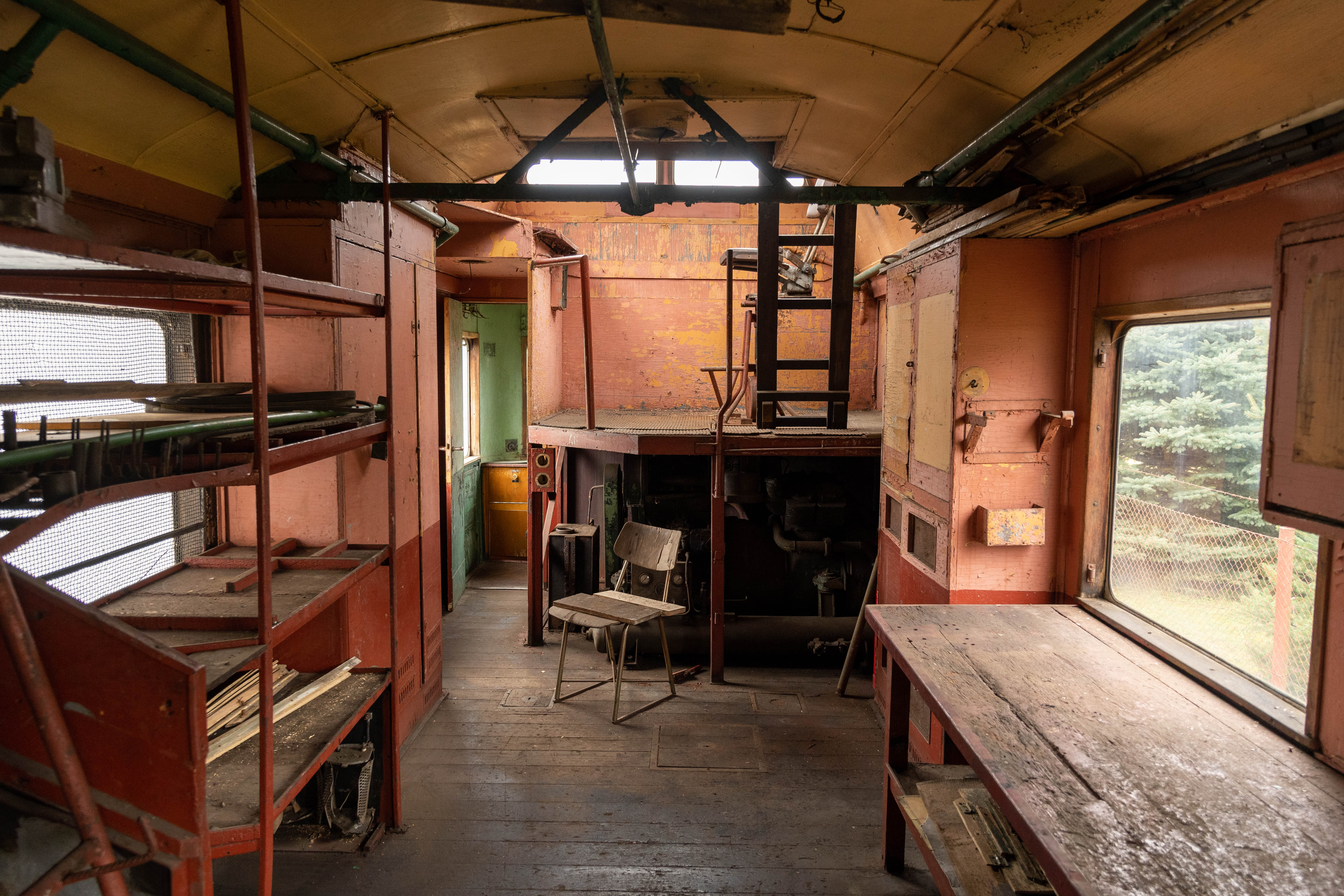
Interiér vozu

Motorové vozy řady M 263.0 jsou čtyřnápravové, s lehkou vozovou skříní svařenou z ocelových profilů. Skříň leží na dvou dvounápravových podvozcích, rozvor náprav v podvozku je 2700 mm, celkový rozvor je 15 200 mm. V každém podvozku je jen jedno poháněné dvojkolí; uspořádání pojezdu je tedy (1A)’ (A1)’. Přenos výkonu je mechanický, prostřednictvím dvou převodovek typu ESA 86. Šestistupňová převodovka má elektromagnetické spojky, první převodový stupeň je možné nouzově zařadit i ručně. Převodovka umožňuje trvalou jízdu rychlostí 7,5 km/h, maximální rychlost vozu je 90 km/h. Dva osmiválcové vznětové motory Tatra jsou chlazené vzduchem, s válci uspořádanými do V, s přímým vstřikem paliva do válce; mají vrtání 120 mm a zdvih 130 mm. Jsou umístěny pod podlahou vozu. Každý z nich dává výkon 88 kW při 1500 ot./min. a je zavěšen v samostatném rámu a pohání vnitřní dvojkolí podvozku. Vůz má stanoviště strojvedoucího na obou čelech, vnitřní prostor je pak rozdělen na šatnu, WC, dílenské zázemí a prohlížecí kabinu. Vstupní dveře jsou dvoukřídlé a jsou umístěny na obou bocích vozidla uprostřed boční stěny. Nad jedním podvozkem je do střechy vestavěna prohlídková kabina, odkud je možno i za jízdy pozorovat trakční vedení (TV) a pantografový sběrač proudu, jenž je umístěn na střeše nad druhým podvozkem. Tak lze posoudit výškové a směrové parametry, odchylky, poruchy, klikatost a opotřebení TV. Obsluha může z prohlídkové kabiny vystoupit na izolovanou pracovní plošinu na střeše vozu a odtud provádět potřebné úkony při údržbě, nebo opravách, a to (v případě nutnosti) i na TV pod napětím. Pokud se na pracovní plošině zdržuje obsluha/montéři, nesmí se vůz pohybovat.

## Vývoj, výroba a provoz

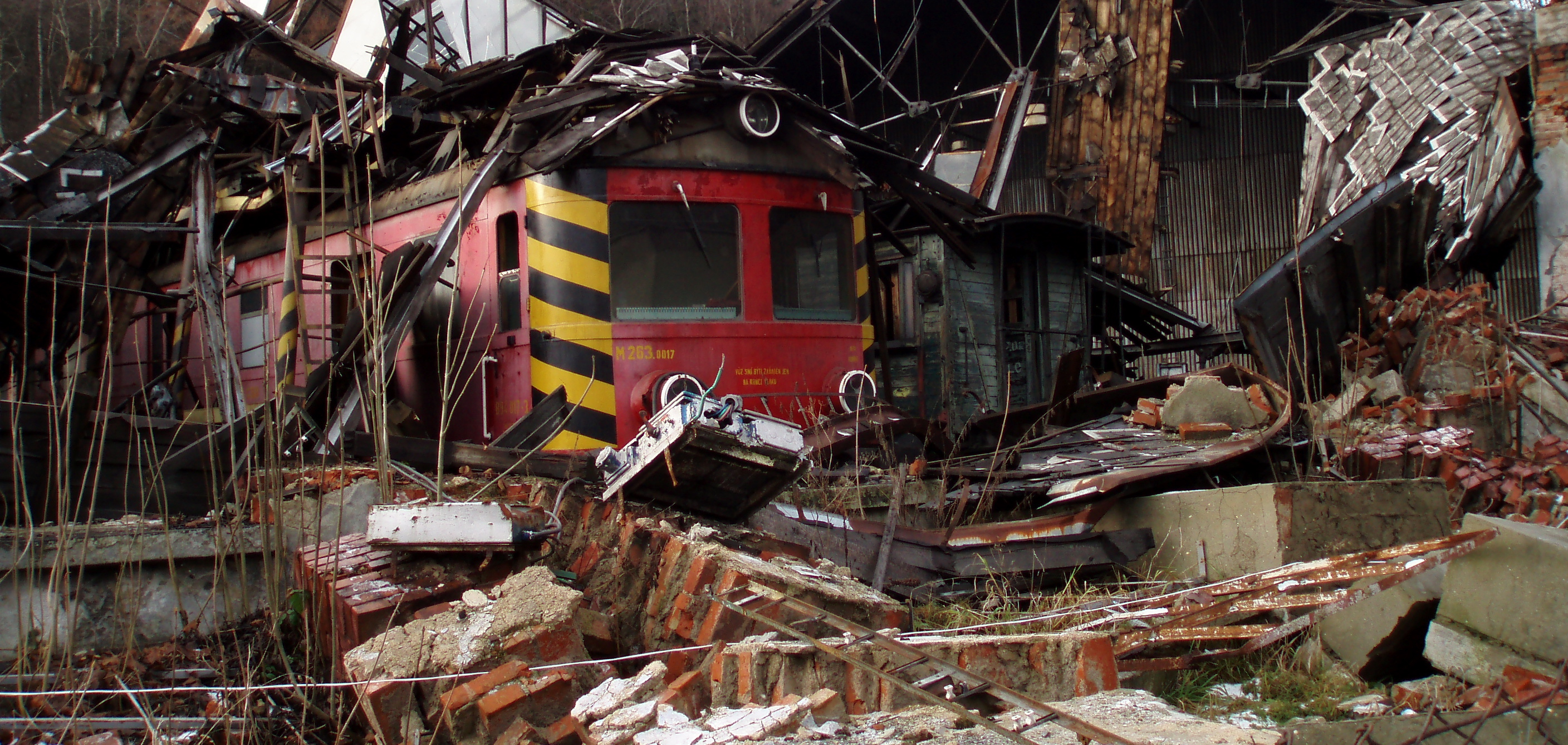
M 263.0017 v troskách depa Hanušovice (2007)

Všech 27 vozů řady M 263.0 bylo u podniku VEB Waggonbau Görlitz objednáno na konci roku 1963, jejich dodávka se uskutečnila v roce následujícím. Vozy téměř shodného provedení byly vyrobeny také pro polské dráhy (PKP, řada SR52) a východoněmecké dráhy (DR, řada ORT 137.7). Pro ČSD bylo dodáno 27 vozů řady M 263.0, šest z nich bylo následně předáno do služby na Slovensku. Později probíhaly různé přesuny v rámci celého Československa. V provozu vozy nebyly spolehlivé a často byly odstavovány, nejčastěji kvůli synchronizaci obou naftových motorů. Výhodou oproti motorovým vozům řady M 144.0 byla vyšší maximální rychlost, pevnost rámu a větší možnost vybavení dílny. Vozy dislokované na Slovensku byly vyřazeny v průběhu 80. let, v Česku byly některé z nich v provozu do poloviny 90. let 20. století. Pro zachování jako historický exponát byl určen vůz M 263.0017 provozovaný v Šumperku. Poté, co na tento vůz spadla v roce 2006 střecha výtopny v Hanušovicích, kde byl deponován spolu s dalšími historickými vozidly, převzalo Národní technické muzeum v Praze libeňský stroj M 263.0009. Vůz M 263.0017 byl roku 2014 odvezen na železniční hřbitov v České Třebové, kde ho měla čekat likvidace, nicméně roku 2021 ho odkoupil spolek Muzeum Technických Zajímavostí z Chocně.